# El Tarf (província)
El Tarf é uma província da Argélia, com capital de mesmo nome. Possui 24 comunas e 408.414 habitantes (Censo 2008).